# Robertsport
Robertsport – miasto w zachodniej Liberii; stolica hrabstwa Grand Cape Mount. Według danych na rok 2008 liczy 3933 mieszkańców.